# Seison Maeda
Maeda Seison (前田 青邨?; Nakatsugawa, 27 gennaio 1885 – Kamakura, 29 ottobre 1977) è stato un pittore giapponese era lo pseudonimo d’arte del pittore nihonga Maeda Renzō attivo durante il periodo Taishō e il periodo Shōwa. È considerato uno dei maggiori pittori giapponesi contemporanei e uno degli esponenti del movimento Nihonga.

## Biografia
Maeda era nato a Nakatsugawa, nella prefettura di Gifu nel 1885. Sua madre morì di tisi quando aveva 13 anni e, a seguito di questo evento, si trasferì con il padre a Hongō nell’area di Tokyo. Nel 1901, su suggerimento dello scrittore Ozaki Kōyō, Maeda si iscrisse alla scuola di indirizzo artistico Yamato-e diretta da Kajita Hanko (1870-1917); Hanko era un pittore e illustratore di romanzi e riviste, spesso sostenitore di giovani pittori in cerca di una propria collocazione nel mondo dell’arte;  egli era inoltre un pittore formatosi alla scuola Shijo e con una conoscenza approfondita della pittura yamato-e.  In questa fase della sua formazione Maeda si dedicò alla riproduzione dei dipinti classici dipingendo costumi e ambienti della società aristocratica antica, e alla copia dal vero; fu Kajita Hanko ad attribuirgli lo pseudonimo di "Seison" nel 1902 , che mantenne tutta la vita.
In questa scuola ebbe come compagno di studi Kobayashi Kokei, con il quale condivise numerose esperienze durante tutto il corso della vita; le opere di Kobayashi ebbero grande influsso sui dipinti dei primi anni di attività pittorica di Maeda.
Dal 1907 Maeda fu membro del gruppo artistico ‘’Kojikai’’ che aveva obbiettivo di rinnovare la rappresentazione degli eventi storici del Giappone in pittura.
Dal 1914 partecipa all’Accademia giapponese delle arti (Teikoku Bijitsuin) unitamente ai compagni del Kojikai e da questo momento espose tutte le opere che riteneva di rilievo alle mostre annuali dell’Istituto.
Nel 1915 viaggiò in Corea e nel 1919 in Cina.
Grazie al sostegno dell’Accademia poté soggiornare con Kobayashi Kokei anche in Europa nel 1922 visitando nel corso di un anno Roma, Firenze, Parigi e Londra.  A Londra per incarico dell’accademia si dedicò a lungo alla copia di antiche opere cinesi conservate al British Museum..
Sebbene positivamente colpito dagli affreschi di Giotto ad Assisi, Maeda rimase fedele agli stili e alle tecniche pittoriche tradizionali dello Yamato-e e Rimpa orientandosi al rinnovamento dello stile della pittura Nihonga.
Negli anni '30 il suo prestigio accrebbe e nel 1937 fu nominato membro dell’Accademia imperiale d’arte. Nel 1943 fu inviato dal Governo giapponese nel Manciukuò e nella Cina settentrionale.
A seguito della distruzione della sua casa durante i bombardamenti di Tokyo della seconda guerra mondiale, Maeda si trasferì a Kamakura, nei pressi della stazione di Kita-Kamakura dove rimase fino alla sua morte avvenuta nel 1977 all’età di 92 anni. 
Dal 1950 al 1959, anno del suo pensionamento, fu docente all’Università delle arti di Tokyo nell’insegnamento delle tecniche di pittura Nihonga. Sono anni di grande energia e creatività. Nel 1960 venne nuovamente inviato in Cina nell’ambito di iniziative volte alla riapertura delle relazioni tra i due paesi.
Nel 1958 venne selezionato per la partecipazione alla Esposizione internazionale d'arte di Venezia, dove espose 8 dipinti.
Negli ultimi anni della sua vita si dedicò ai programmi di conservazione del patrimonio artistico storico del Giappone ; nel 1967 fu incaricato, unitamente a Yasuda Yukihiko, come esperto nelle operazioni di restauro degli affreschi del Kondō del complesso templare buddhista Hōryū-ji a Nara. 
Fu inoltre incaricato della decorazione del salone Shakkyō-no-Ma nel nuovo Palazzo imperiale di Tokyo le cui ampie raffigurazioni furono completate nel 1955.  Vi è illustrato un brano tratto dall’opera teatrale Nō Shakkyō (石橋 "stone bridge), in cui un leone, interpretato da un attore di teatro, danza; il dipinto è stato realizzato con pigmenti colorati su sfondo a foglia d’oro. 
Due ulteriori pannelli dipinti di Maeda che raffigurano delle camelie furono aggiunti successivamente negli anni 70 su ciascun lato del pannello centrale che raffigura il leone; questi sono chiamati “Shiro-botan” la camellia bianca e “Beni-botan” quella rossa..
Nel 1972, nonostante l'età avanzata, ricevette l'incarico di coordinare il lavoro di restauro conservativo delle pitture murali antiche presenti nel tumolo sepolcrale di Takamatsuzuka.
Morì nel 1977 e fu sepolto a Kamakura presso il tempio Tōkei-ji.
Nel 1966 era stato inaugurato il Museo memoriale Seison Maeda a Nakatsugawa.

## Stile e soggetti
Le opere di Maeda nel corso della sua carriera artistica esprimono una grande varietà di stili, generi e tecniche da poter ‘’costituire una storia sintetica della pittura giapponese moderna”.  Nei soggetti spazia dalla natura morta, agli animali, al tradizionale kacho-e (fiori e uccelli) e al paesaggio; la ritrattistica, spesso ad acquarello, trova fonti nella letteratura classica, nelle storie religiose, nel mito e nella storia del Giappone.  Pratica la pittura ad inchiostro, lo stile nanga ma anche immagini a colori vivi dello stile Yamatoe, spesso fondendo diverse tecniche, tra cui il tarashikomi. La linea di contorno dei soggetti è mantenuta ma con tonalità tenui.
Per molte delle sue opere sono documentati numerosi bozzetti preparatori, spesso realizzati nel corso dei suoi viaggi o delle escursioni in campagna.

## Opere di rilievo[3]
- Racconto di un taglia bambù (Taketori monogatari),1914, rotolo dipinto
- Le terme (Tojiba), 1914, trittico a inchiostro, Museo Nazionale di Tokyo
- Rotolo coreano (Chōsen no Maki), 1915 Museo Nazionale di Tokyo
- Otto vedute di Kyoto (Kyōmeisho), 1916, Museo Nazionale di Tokyo
- Cristiani e buddhisti (Kirishitan to butto), 1917, Museo Nazionale di Tokyo
- Koremori sul Monte Kōya (Kōya no Maki), 1918, Museo Nazionale di Tokyo
- L’ambasceria cristiana a Roma (Roma Shisetsu), 1927
- Yoritomo nella grotta (Dōkutsu no Yoritomo), 1929 Okura Shukotan Museum
- Boccioli rossi e bianchi di Pruno, 1953

Una delle sue opera più importanti, Yoritomo in una grotta, ritrae il condottiero samurai Minamoto no Yoritomo che si rifugia in una grotta a Izu con 6 guerrieri fidati dopo la sconfitta subita da parte del clan Taira alla Battaglia di Ishibashiyama. Il tema è tratto dall’Heike monogatari e nella sua illustrazione è evidente la conoscenza di Seison delle differenti armature in uso del XII secolo, conoscenze sviluppate attraverso lo studio dei rotoli antichi.
Quest’opera fu portata a termine nel 1929, e l’anno successivo ottenne il prestigioso premio Asahi. L’opera, un pannello a due ante di grandi dimensioni, è ora esposta al museo Okura Shukokan di proprietà di Okura Hotels a Tokyo.

## Onorificenze
Nel corso della sua vita sia nel periodo tra le due guerre sia successivamente alla seconda guerra mondiale, Seison fu destinatario di numerosi riconoscimenti del suo impegno artistico. 
Nel 1944 fu designato pittore ufficiale dell’Agenzia della Casa Imperiale e insegnante di pittura dell’imperatrice Kōjun.
Nel 1946 venne nominato giudice all’Esposizione annuale delle arti giapponesi (Nitten). Nel 1955 fu insignito dell’Ordine della Cultura.